# École Jean-Moulin (Tarbes)
L'école Jean-Moulin est un établissement d'enseignement primaire français au statut de école élémentaire situé à Tarbes.

## Localisation
L'école Jean-Moulin est située dans le quartier de La Gespe (canton de Tarbes 3) au 14 rue Henri Duparc dans le département des Hautes-Pyrénées en région Occitanie.

## Histoire
Une délibération du conseil municipal du 6 octobre 1947 décide d'un nouveau projet d'équipement de groupe scolaire sur un nouveau site en remplacement du groupe scolaire Carnot, situé chemin de Mauhourat.
Le terrain choisi par la municipalité est situé entre le chemin de la Gespe et la route de Lourdes, avec une vue dégagée sur les Pyrénées, qui est acheté aux propriétaires Lapuyade et Lacassagne.
Le groupe scolaire apparaît sous plusieurs dénominations lors de l'étude du projet : groupe scolaire Carnot, groupe scolaire Sud puis École primaire Jean-Moulin (en hommage à Jean Moulin).
L'architecte tarbais Jean Martin est choisi, agréé par le ministre de l’éducation nationale par lettre du 20 décembre 1949, pour la réalisation de l'établissement dont la construction s'étalera de 1954 à 1956 et un budget de 110 millions de francs.
La première rentrée des classes a lieu le 1er octobre 1956, après deux ans et demi de travaux, l'école maternelle construite en face, de l’autre côté de la nouvelle rue, est ouverte le 2 janvier 1957.
Tarbes connaît alors une progression démographique importante, qui se répercute sur les écoles avec l'ouverture de 41 classes nouvelles entre 1953 et 1957. L'aménagement de la cantine est réalisé en novembre 1957 qui accueille 180 enfants et à l’été 1962 quatre salles de classe, accolées au bâtiment existant, sont aménagées (deux salles au rdc, deux à l’étage).
L'école est labellisée Architecture contemporaine remarquable en 2022.

## Description
L'école élémentaire comporte une école de garçons (Jean Moulin) avec quatre classes et une école de filles (Hélène Boucher) avec quatre classes également, deux classes de travaux manuels, une salle commune et six logements pour les maîtres et maîtresses.
Le pavillon d’entrée est placé en alignement sur la rue Henri-Duparc, sur un niveau, couvert d’une toiture-terrasse qui rappelle les pavillons d’entrée et guichets des stades construits dans les années 1930, il précède une grande cour de récréation et en fond de parcelle le bâtiment de l’école.
Le bâtiment plus compact présentant trois niveaux et couvert d’une toiture en pavillon en ardoise qui s’organise de manière symétrique avec la cantine au centre, de part et d’autre de laquelle se place un bureau de direction, une salle de classe et un préau. Chaque préau étant positionné en bout d’édifice, à partir duquel se fait l’entrée et l’accès à la cage d’escalier.
Le premier étage est organisé également symétriquement, avec au centre la salle de sciences, entourée de la salle des maitres d’une part, d’un espace de stockage des appareils d’autre part. Trois salles de classe prennent ensuite place de chaque côté, desservies par un long couloir donnant sur la façade arrière. Le second étage est prévu pour les logements de fonction.
Une aile sur deux niveaux, composée de salles de classe, est ajoutée à chaque extrémité du premier édifice, les préaux permettant de faire les liaisons.
Les salles de classe profitent de larges ouvertures pour profiter de la lumière naturelle, orientées au sud prévue pour réduire le chauffage l'hiver avec l'apport de chaleur naturel du soleil 
Les constructions sont réalisées en maçonnerie de pierre de pays, associée à la maçonnerie d'agglomérés de ciment, aux linteaux et planchers en béton armé. L’ensemble est ensuite enduit.
La composition de la façade principale est symétrique, selon l’organisation programmatique. Elle est sobre, avec peu de relief. Seuls les piédroits des baies exécutent un dessin monumental courant sur deux niveaux, avec un linteau et une allège en retrait pour accentuer le rythme vertical.
Le pavillon d’entrée est un petit édifice accueillant au centre la loge du concierge (avec une chambre et une cuisine), de part et d’autre de laquelle se développent l’entrée des filles à droite, l’entrée des garçons à gauche, ainsi qu’un bloc de sanitaires, donnant sur la cour de récréation, et un local vélos, donnant sur la rue.
Sur la façade sur rue du pavillon d'entrée deux bas-reliefs, posés et achevés en aout 1956, en céramique polychrome de 1,80 m par 1,20 m environ illustrent les sports d’hiver et de montagne.

## Galerie d'images

Sélection de vues de l'école
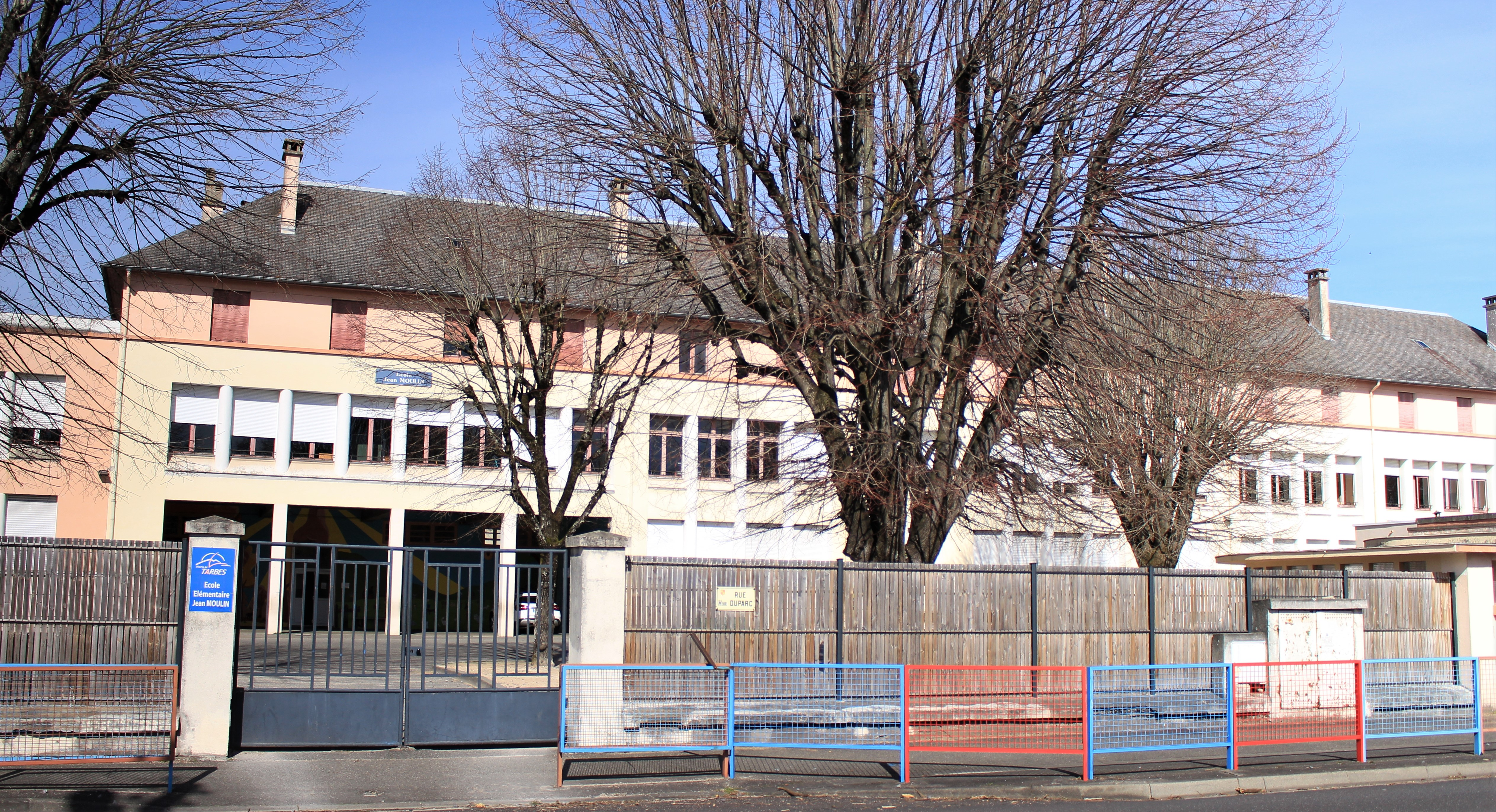
Vue de l'école.
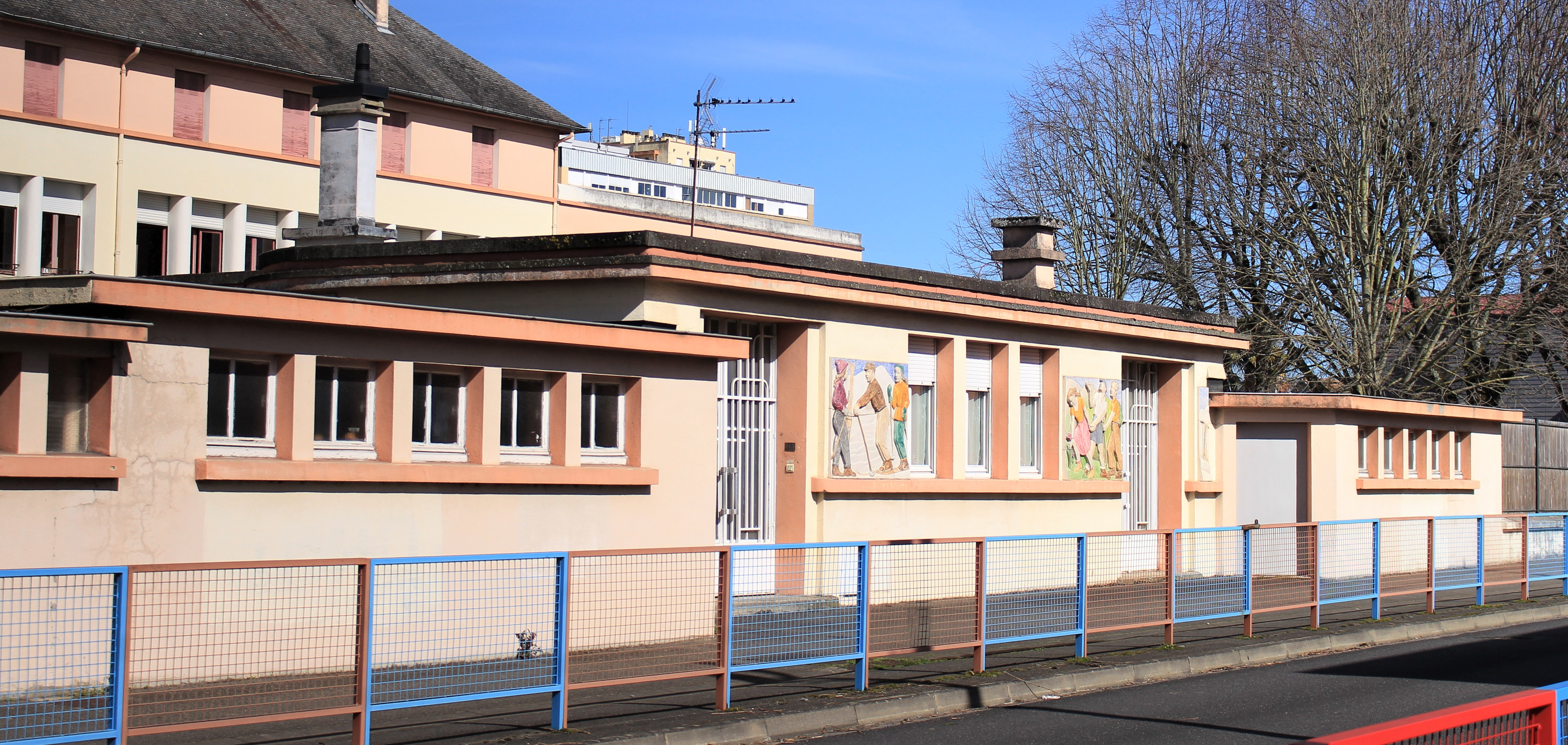
Le pavillon d'entrée.
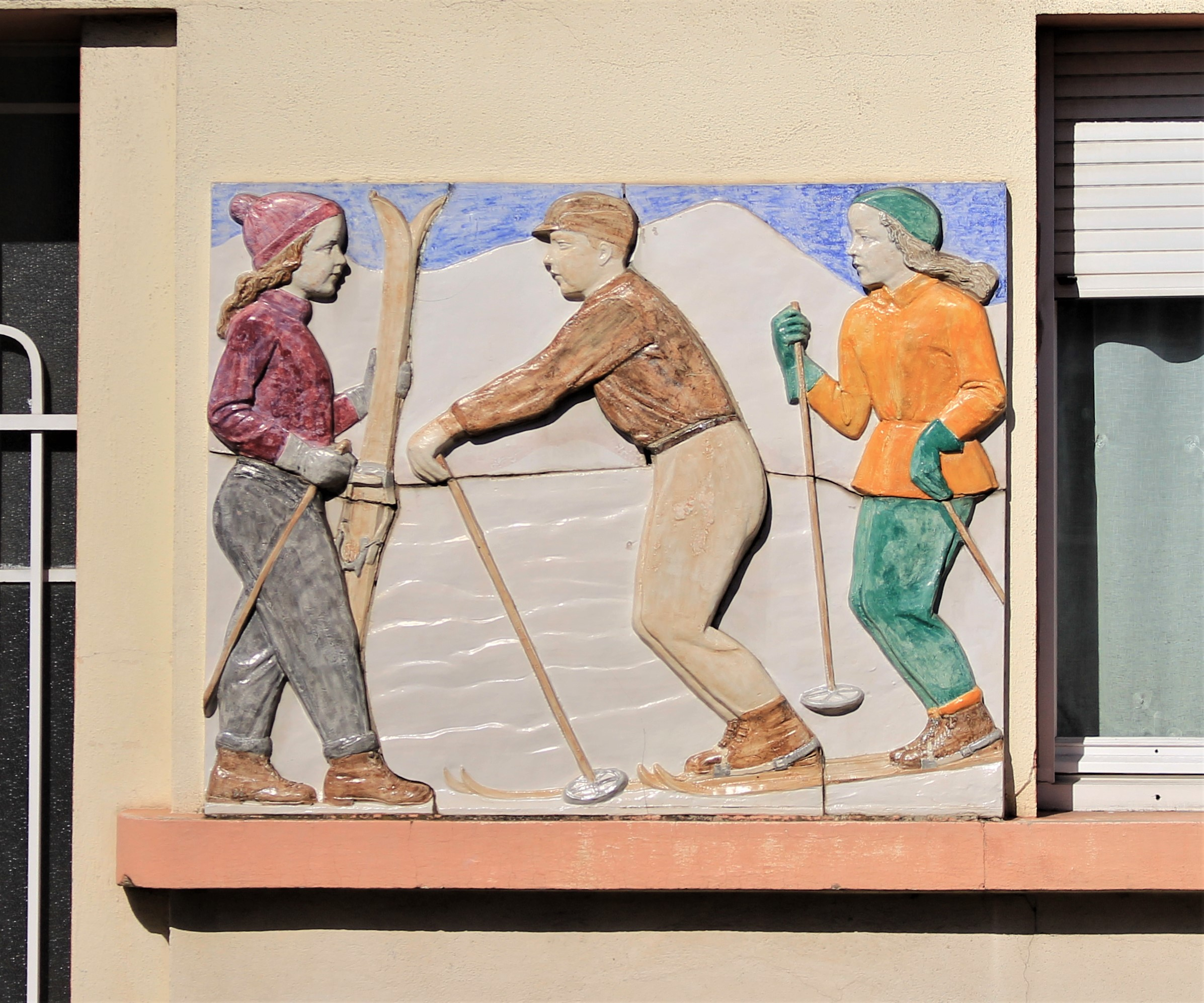
Le bas-relief ouest.
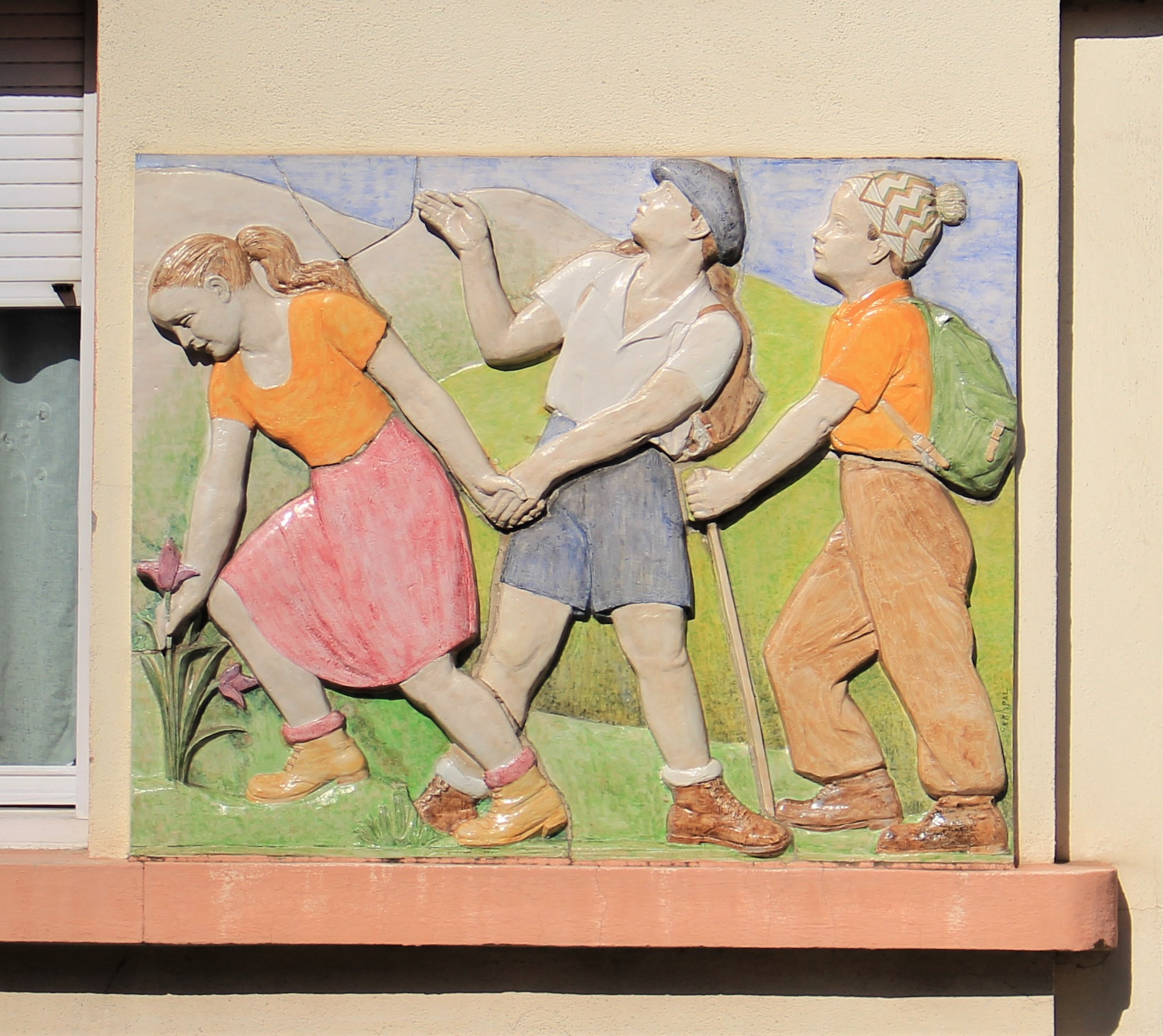
Le bas-relief est.